# IC 833
IC 833 је елиптична галаксија у сазвјежђу Дјевица која се налази на листи објеката дубоког неба у Индекс каталогу.
Деклинација објекта је - 6° 44' 0" а ректасцензија 12h 56m 38,2s. Привидна величина (магнитуда) објекта IC 833 износи 14,5 а фотографска магнитуда 15,5.